# ごろつき (映画)
『ごろつき』は、1968年10月12日に公開された日本映画。製作：東映東京撮影所。配給：東映。監督：マキノ雅弘、主演：高倉健。菅原文太も共演している。
東映任侠映画の1作であるが、当時ブームであったキックボクシングが題材に取り上げられており、沢村忠ら、当時の現役ボクサーが実名・本人役で複数出演している。
高倉演じる主人公と菅原演じるその友人が流しに従事する場面があり、菅原の奏でるギターに合わせて高倉が『網走番外地』や『唐獅子牡丹』などを歌う。

## あらすじ
大場勇と友人の山川一郎は、勤めていた北九州の炭鉱が閉山となる予定を受け、出稼ぎのために東京に出る。2人は仕事を探し、やがて一郎が富豪宅の犬の飼育係に雇われる。あるとき、犬のエサが人の食事よりも豪華なことに腹を立てた勇が、犬の睾丸に消炎剤スプレーをかけて苦しませたことで、一郎はクビになる。2人は食いつなぐため、そろって流しの楽団に入る。
喧嘩自慢だった勇は腕をたのんでキックボクシングジムに入門しようとするが、入会金が高かったため、練習生ではなく雑用係としてジムに入り、所属選手たちの協力で秘密のトレーニングを続ける。練習試合でチャンピオンを倒した勇を見込んだジム会長の沢田は、プロデビューの試合を組む。
一方、流しを仕切る的屋の浅川は、かつての兄弟分で、開発のために浅川事務所の土地を狙う唐沢に絡まれていた。勇のデビュー戦の日の朝、唐沢の乗る自動車が新聞配達の少年・弘をひき逃げする。さらに唐沢は、浅川の事務所に火を放つ。浅川は報復のためにドス片手に単身唐沢組に乗り込むが、返り討ちに遭う。弘と浅川の死を知り、同じように唐沢組を襲った一郎も倒される。勇はチャンピオンの座をかけた選手権試合を放棄して唐沢組に乗り込み、日本刀で唐沢らを皆殺しにした。

## 出演者
- 大場勇：高倉健
- 沢田友子（沢田の妹）：吉村実子
- 山川一郎：菅原文太
- 房代（勇の母親）：三益愛子（東宝）
- 唐沢重吉：渡辺文雄
- 村井（沢田ジムトレーナー）：曽根晴美
- 上等兵（浅川一家の事務員）：田中春男
- 浅川正義：石山健二郎

- 輝子（富豪）：清川玉枝[4]
- 弘の母親：寺島信子[5]
- 由美：安城由貴子
- 立川（唐沢組幹部）：藤山浩二
- 風間（唐沢組幹部）：八名信夫
- おでん屋：人見きよし
- 三吉（流し）：佐藤晟也[6]
- 医師：長谷川弘
- 山之内修
- 一郎の母親：山本緑
- 竹村清女
- 勇のおば：東竜子
- 萩原（勇のおじ）：相馬剛三
- スッポン屋のおやじ：植田灯孝[7]
- 川田信一
- 長助（流し）：水城一狼
- 小川幸助
- 弘（新聞配達の少年）：吉井永二
- 横井徹也
- 泉健二
- 竹内聰
- 白村奈保美
- クレジットなし
  - 流し：泉福之助

- 須山（唐沢組の顧問弁護士）：金子信雄
- 沢田健三（沢田ジム会長）：大木実
- 沢村忠（東洋ミドル級チャンピオン）：本人
- 西川純（東洋ライト級チャンピオン）：本人
- 斎藤天心（全日本ヘビー級第一位）：本人
- 藤本勲（全日本ヘビー級チャンピオン）：本人

## スタッフ
- 監督：マキノ雅弘
- 企画：俊藤浩滋、矢部恒
- 脚本：石松愛弘
- 撮影：飯村雅彦
- 録音：広上益弘
- 照明：大野忠三郎
- 美術：中村修一郎
- 編集：田中修
- 助監督：伊藤俊也
- 殺陣：日尾孝司
- 進行主任：伊藤源郎
- 装置：加藤勇次
- 装飾：佐藤善昭
- 記録：山之内康代
- 現像：東映化学工業株式会社
- 音楽：渡辺岳夫
- 主題歌：高倉健「望郷子守唄」
- 協力：野口プロモーション